# Txekàixevo
Txekàixevo (en rus: Чекашево) és un poble de l'óblast de Kírov, a Rússia, segons el cens del 2010 tenia 564. Pertany al districte (raion) de Viàtskie Poliani.